# Heduos
Los heduos o eduos (en latín Haedui) fueron un pueblo celta de la Galia prerromana, en la Francia contemporánea, que se asentaban en áreas del valle del río Saona, en torno a su principal núcleo urbano de Bibracte, en zonas de los departamentos de Saona y Loira. Eran vecinos de los sécuanos, con los que mantenían una enemistad tradicional, y de los arvernos al oeste.

## Historia
Gobernados por un sistema de jefatura tribal por sufragio, llamado vergobreto, pactaron una alianza con los romanos siendo proclamados hermanos de la República. En honor a esta alianza, reclamaron la ayuda de los romanos en su disputa con los helvecios y aprovisionaron de tropas nativas a las fuerzas de Julio César que les consideraba hermanos de sangre, durante la guerra de las Galias emprendida hacia el 57 a. C. Sin embargo, decidieron unirse a las demás naciones galas apoyando a Vercingétorix en el 52 a. C.
Tras su sometimiento a Roma, su territorio fue inscrito en la provincia de la Gallia Lugdunensis con capital en la villa de Augustodunum. 
El emperador Claudio I les concedió la ciudadanía romana en el año 48, en un discurso conservado en las tablas claudianas.